# Мэрион 6360
Мэрион 6360 (Marion 6360 «Captain») — экскаватор американской компании Marion Power Shovel (англ.), изготовленный в городе Марион (англ.), штат Огайо в 1965 году. Работал в карьере Кэптен-Майн (англ. Captain Mine, штат Иллинойс) с 1965 по 1992 г. Технические характеристики: вынос стрелы 72,16 м, высота выгрузки 46,63 м, ёмкость ковша 137,6 м³ (153 м³ для легких пород). Экскаватор весит 12700 тонн, имеет 20 электромоторов суммарной мощностью 15450 кВт. Длина стрелы 67,20 м.